# Tử vong mẹ
Một số tổ chức y tế có định nghĩa hơi khác nhau về khái niệm tử vong mẹ (hay tử vong bà mẹ). Tổ chức Y tế Thế giới (WHO) định nghĩa tử vong mẹ là trường hợp phụ nữ tử vong do bất kỳ nguyên nhân nào liên quan đến mang thai hoặc quản lý thai kỳ (không tính tai nạn, tự tử, ngộ độc) trong khi mang thai và quá trình sinh đẻ, hoặc trong vòng 42 ngày kể từ ngày chấm dứt thai kỳ, bất kể thời gian và địa điểm mang thai. Định nghĩa của CDC về các trường hợp tử vong liên quan đến thai kỳ kéo dài trong thời gian một năm kể từ khi hoàn thành thai kỳ. Tử vong liên quan đến thai kỳ, theo định nghĩa của Đại học Sản phụ khoa Hoa Kỳ (ACOG), là tất cả các trường hợp tử vong xảy ra trong vòng một năm sau khi hoàn thành thai kỳ. Việc xác định các trường hợp tử vong liên quan đến thai nghén là rất quan trọng để quyết định xem thai kỳ có phải là nguyên nhân trực tiếp hay gián tiếp góp phần gây ra tử vong hay không.

Có hai chỉ số chính được sử dụng khi nói về tỷ lệ tử vong mẹ trong một cộng đồng hoặc quốc gia. Đây là tỷ số tử vong mẹ (ratio) và tỷ suất tử vong mẹ (rate), cả hai đều được viết tắt là "MMR". Đến năm 2017, tỷ suất tử vong mẹ trên thế giới đã giảm 44% kể từ năm 1990; tuy nhiên, mỗi ngày có 808 phụ nữ chết vì các nguyên nhân liên quan đến mang thai hoặc sinh nở. Theo báo cáo năm 2017 của Quỹ Dân số Liên hợp quốc (UNFPA), cứ 2 phút lại có một phụ nữ tử vong do các biến chứng khi sinh con hoặc khi mang thai. Đối với mỗi phụ nữ tử vong, có khoảng 20 đến 30 phụ nữ khác bị chấn thương, nhiễm trùng hoặc các biến chứng khác liên quan đến sinh đẻ hoặc mang thai.

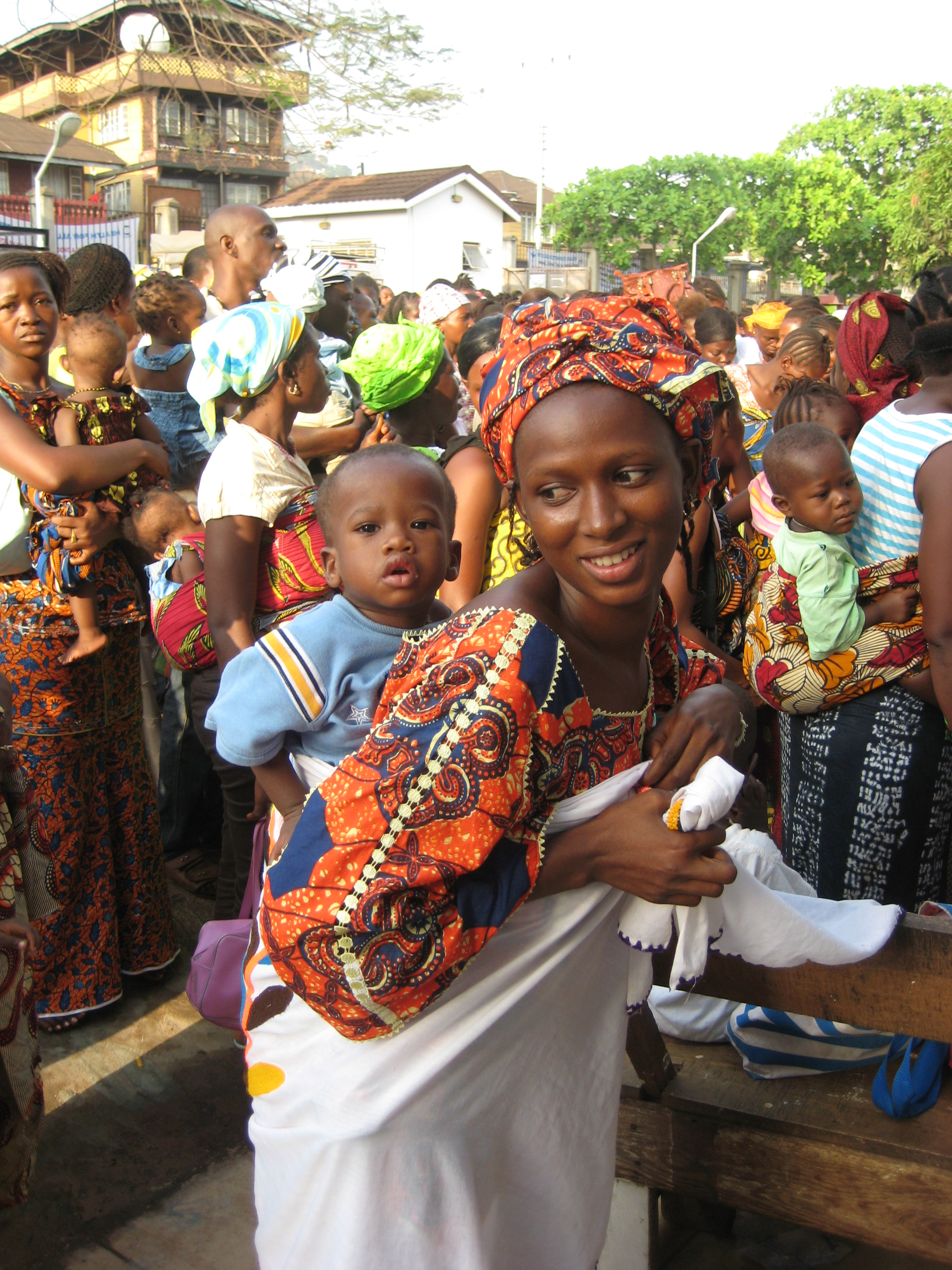
Tháng 4 năm 2010, Sierra Leone triển khai dịch vụ chăm sóc sức khỏe miễn phí cho phụ nữ mang thai và đang cho con bú.

UNFPA ước tính có 303.000 phụ nữ chết vì các nguyên nhân liên quan đến mang thai hoặc sinh con vào năm 2015. WHO chia nguyên nhân tử vong mẹ thành hai loại theo nguyên nhân: tử vong sản khoa trực tiếp và tử vong sản khoa gián tiếp. Tử vong sản khoa trực tiếp là nguyên nhân tử vong do tai biến thai sản, sinh đẻ hoặc do đẻ non, ví dụ: chảy máu sau sinh, chuyển dạ ngừng tiến triển (các biện pháp can thiệp có hiệu quả cao). Tử vong sản khoa gián tiếp là do can thiệp lúc mang thai hoặc việc mang thai làm trầm trọng thêm tình trạng sẵn có, chẳng hạn như bệnh tim.
Khi phụ nữ được tiếp cận với kế hoạch hóa gia đình và người đỡ đẻ lành nghề cùng với dịch vụ chăm sóc sản khoa khẩn cấp dự phòng, tỷ lệ tử vong mẹ toàn cầu đã giảm từ 385 ca tử vong mẹ trên 100.000 trẻ đẻ sống vào năm 1990 xuống còn 216 ca tử vong mẹ trên 100.000 trẻ đẻ sống vào năm 2015. Nhiều quốc gia đã giảm một nửa tỷ suất tử vong mẹ trong 10 năm qua. Mặc dù đã có những nỗ lực nhằm giảm tỷ suất tử vong mẹ, nhưng vẫn còn nhiều vấn đề phải cải thiện, đặc biệt là ở những vùng có nguồn lực hạn chế. Hơn 85% trường hợp tử vong mẹ ở các cộng đồng có nguồn lực hạn chế ở Châu Phi và Châu Á. Ở những khu vực giàu tài nguyên, vẫn còn những vấn đề cần phải cải thiện, đặc biệt khi những vấn đề liên quan đến sự bất bình đẳng về chủng tộc về tỷ suất tử vong và bệnh tật ở bà mẹ.
Nhìn chung, tử vong mẹ là một chỉ số quan trọng về sức khỏe tổng thể của đất nước và phản ánh về cơ sở hạ tầng y tế của quốc gia đó.